# Slatina, Makedonski Brod
Slatina (makedonska: Слатина) är ett samhälle i Nordmakedonien.   Det ligger i kommunen Makedonski Brod, i den centrala delen av landet, 50 kilometer söder om huvudstaden Skopje. Slatina ligger 570 meter över havet och antalet invånare är 130.